# Bohuslav Sláma
Bohuslav Sláma (* 13. ledna 1925, Brno) je bývalý český hokejista a fotbalista.

## Klubové statistiky
| Sezona     | Klub                       | Soutěž     | Základní část | Základní část | Základní část | Základní část | Základní část | Play off | Play off | Play off | Play off | Play off |
| Sezona     | Klub                       | Soutěž     | Z             | G             | A             | B             | TM            | Z        | G        | A        | B        | TM       |
| ---------- | -------------------------- | ---------- | ------------- | ------------- | ------------- | ------------- | ------------- | -------- | -------- | -------- | -------- | -------- |
| 1951-52    | ZJS Zbrojovka Spartak Brno | TCH        | 17            | 3             | 0             | 3             | —             | —        | —        | —        | —        | —        |
| 1952-53    | ZJS Zbrojovka Spartak Brno | TCH        | 12            | 2             | 0             | 2             | —             | —        | —        | —        | —        | —        |
| 1953-54    | Rudá hvězda Brno           | TCH        | 15            | 0             | 1             | 1             | —             | —        | —        | —        | —        | —        |
| 1954-55    | Rudá hvězda Brno           | TCH        | 17            | 4             | 3             | 7             | —             | —        | —        | —        | —        | —        |
| 1955-56    | Rudá hvězda Brno           | TCH        | 14            | 1             | 1             | 2             | —             | —        | —        | —        | —        | —        |
| 1956-57    | Rudá hvězda Brno           | TCH        | 3             | 0             | 0             | 0             | —             | —        | —        | —        | —        | —        |
| TCH celkem | TCH celkem                 | TCH celkem | 78            | 10            | 5             | 15            | —             | —        | —        | —        | —        | —        |

## Fotbalová kariéra
V československé lize hrál za SK Židenice a Rudou hvězdu Brno. Nastoupil ve 130 ligových utkáních a dal 2 góly. Vítěz Spartakiádního poháru 1959/60. V Poháru vítězů pohárů nastoupil ve 3 utkáních. Za reprezentační B-tým nastoupil v roce 1950 v 1 utkání.

## Fotbalová ligová bilance
| Ročník                                     | Zápasy | Góly | Klub             |
| ------------------------------------------ | ------ | ---- | ---------------- |
| Státní liga 1945/46                        | 8      | 0    | SK Židenice      |
| Státní liga 1946/47                        | 19     | 0    | SK Židenice      |
| Státní liga 1948                           | 0      | 0    | ATK Praha        |
| Celostátní československé mistrovství 1949 | 8      | 1    | Zbrojovka Brno   |
| 1. československá fotbalová liga 1957/58   | 33     | 1    | Rudá hvězda Brno |
| 1. československá fotbalová liga 1958/59   | 26     | 0    | Rudá hvězda Brno |
| 1. československá fotbalová liga 1959/60   | 13     | 0    | Rudá hvězda Brno |
| 1. československá fotbalová liga 1960/61   | 23     | 0    | Rudá hvězda Brno |
| CELKEM                                     | 130    | 2    |                  |